# Pretzfeld
Pretzfeld är en köping (Markt) i Landkreis Forchheim i Regierungsbezirk Oberfranken i förbundslandet Bayern i Tyskland.